# شهرداری پورتو سیلس
شهرداری پورتو سیلس (به اسپانیایی: Puerto Siles) یک شهرداری در بولیوی است که در استان ماموره واقع شده‌است.